# Oxypetalum pannosum
Oxypetalum pannosum är en oleanderväxtart som beskrevs av Joseph Decaisne. Oxypetalum pannosum ingår i släktet Oxypetalum och familjen oleanderväxter. Utöver nominatformen finns också underarten O. p. macranthum.